# Platir
Platir es un libro de caballerías español publicado por primera vez en Valladolid en 1533, en la imprenta de Nicolás Tierry, con el título de Crónica del muy valiente y esforzado caballero Platir. 
Fue reimpreso en Sevilla en 1540. No se indica el nombre de su autor, pero hay motivos para creer que es obra de Francisco de Enciso Zárate.

## Reseña
El libro, tercero del ciclo de los Palmerines, iniciado en 1511 con la publicación del Palmerín de Oliva, es continuación de Primaleón y relata en 82 capítulos las hazañas de Platir, hijo de Primaleón y Gridonia y nieto de Palmerín, así como sus amores con la princesa lacedemonia Florinda. No parece haber gozado de especial popularidad; solamente fue reimpreso una vez en España, y Cervantes, en el escrutinio de la biblioteca de Don Quijote, lo condenó al fuego, con la indicación de que no se hallaba en él "cosa que merezca venia".

## Traducción y continuaciones italianas
Platir fue traducido al italiano por Mambrino Roseo y se publicó en Venecia en 1548, en la imprenta de Michele Tramezzino. A pesar de haber sido un libro de poco éxito en España, en Italia tuvo una excelente acogida, ya que reimprimió ocho veces en la misma Venecia, en 1558 (Michele Tramezzino), 1559 (Girolamo Giglio), 1564 (Trino de Monferrato), 1573 (Domenico Farri), 1582 (Camillo Franceschini), 1597 (Francesco Bonfadino), 1598 (Francesco Bonfadino) y 1611 (Lucio Spineda).
El mismo Mambrino Roseo escribió dos continuaciones de la obra: Flortir (1554) dedicada esta a referir las aventuras de un hijo de Platir y Florinda, que ya había aparecido en los últimos capítulos del Platir español, y.la Segunda parte de Platir o Adjunta a la historia del invicto caballero Platir (1560), referida a las aventuras de Darnandro, sobrino de Platir. Además, Roseo publicó en el mismo año 1560 El segundo libro de Flortir.